# Ernst Heinkel
Ernst Heinrich Heinkel (ur. 24 stycznia 1888 w Grunbach, zm. 30 stycznia 1958 w Stuttgarcie) – niemiecki przedsiębiorca i konstruktor lotniczy.

## Życiorys
Przyszedł na świat w Grunbach w 1888 roku jako drugi syn rzeźnika Karla Heinkla i Kathariny z domu Xander. Egzamin maturalny zdał w 1903 roku w Canstatt. Bezpośrednio po ukończeniu szkoły średniej odbył staż w odlewni w Berg koło Stuttgartu oraz w fabryce maszyn Grotz w Bissingen.
Po ukończeniu stażu zapisał się w 1907 roku do Wyższej Szkoły Technicznej w Stuttgarcie, w 1908 r. wybrał specjalizację lotniczą. W 1910 roku został ciężko ranny podczas próby oblotu pierwszego zbudowanego przez siebie samolotu. W 1911 roku został inżynierem firmy Luft-Verkehrsgesellschaft, wiosną 1913 roku przeszedł do Albatros-Werke. Rok później pracował w Hansa- und Brandenburgische Flugzeugwerke. Podczas I wojny światowej zaprojektował kilka maszyn, między innymi wodnosamolotów.
W 1922 założył biuro projektowe Ernst Heinkel Konstruktionsbüro. W grudniu tego samego roku zaczął konstruować samoloty. Otworzył wtedy Ernst Heinkel Flugzeugwerke. W latach 20. rozbudował działalność i zaczął projektować myśliwce i bombowce dla Luftwaffe. W 1935 roku otworzył fabrykę Rostock-Marienehe, a w 1936 kolejną w Oranienburgu. Jednym z jego najsłynniejszych samolotów był He 111, który wykorzystywano podczas II wojny światowej. W tym czasie Heinkel otworzył nowe zakłady w Austrii i na terenie Polski. Jego przedsiębiorstwo zatrudniało około 40 tys. pracowników.
Po klęsce Niemiec kontynuował działalność lotniczą. Konstruktor zmarł w 1958 roku.
Jego przedsiębiorstwo w 1964 połączyło się z holenderskim przedsiębiorstwem lotniczym Fokker, następnie stało się częścią PFW Aerospace GmbH.